# Sant Feliu de Guàrdia
Sant Feliu de Guàrdia fou la primitiva església parroquial de Guàrdia de Tremp. Estava emplaçada en el lloc on hi hagué el poble primitiu, a mig aire de la serra on hi ha el Castell de Guàrdia. És una obra protegida com a Bé Cultural d'Interès Local.

## Descripció
La capella de Sant Feliu, de fet, són restes de l'antiga església parroquial de l'enderrocat castell de la Guàrdia. Es compon d'una sola nau, que actualment es troba parcialment en ruïnes, la coberta, un dels murs laterals i part del mur sud estan derruïts. La coberta era amb volta de canó de perfil semicircular i reforçada per dos arcs torals. Les façanes són llises amb un fris d'arcuacions llombardes, l'absis tenia arcuacions i una finestra. La porta a migjorn és senzilla.
Per les seves característiques constructives aquesta església es pot incloure dins l'arquitectura llombarda del segle xi.

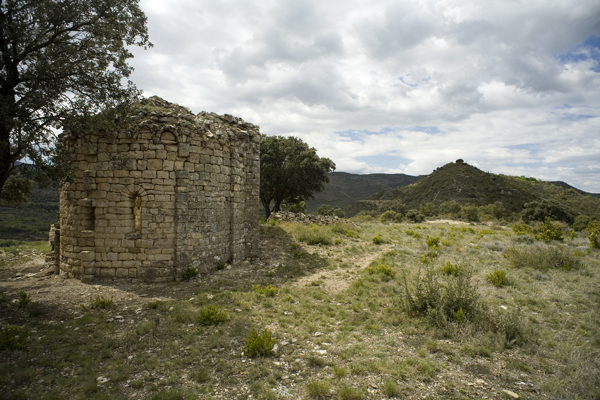
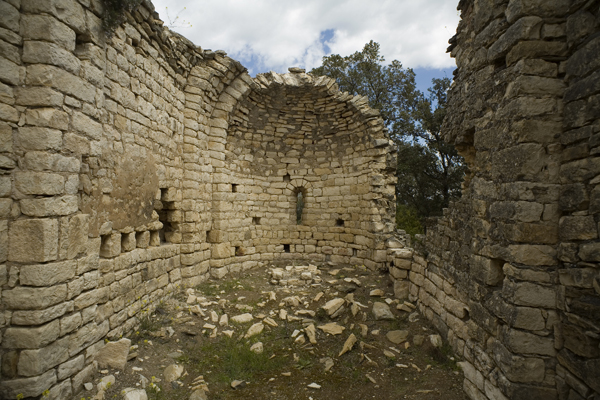

## Història
Formava part de la pabordia del castell de Mur al segle xi.